# Maletto
Maletto – miejscowość i gmina we Włoszech, w regionie Sycylia, w prowincji Katania.
Według danych na rok 2004 gminę zamieszkiwało 4027 osób, 100,7 os./km².